# Omobranchus
Genre
Omobranchus est un genre de la famille des Blenniidae.

## Liste des espèces
Selon World Register of Marine Species (5 avril 2024) :
- Omobranchus anolius (Valenciennes, 1836)
- Omobranchus aurosplendidus (Richardson, 1846)
- Omobranchus banditus Smith, 1959
- Omobranchus elegans (Steindachner, 1876)
- Omobranchus elongatus (Peters, 1855)
- Omobranchus fasciolatoceps (Richardson, 1846)
- Omobranchus fasciolatus (Valenciennes, 1836)
- Omobranchus ferox (Herre, 1927)
- Omobranchus germaini (Sauvage, 1883)
- Omobranchus hikkaduwensis Bath, 1983
- Omobranchus loxozonus (Jordan & Starks, 1906)
- Omobranchus mekranensis (Regan, 1905)
- Omobranchus obliquus (Garman, 1903)
- Omobranchus punctatus (Valenciennes, 1836)
- Omobranchus robertsi Springer, 1981
- Omobranchus rotundiceps (MacLeay, 1881)
- Omobranchus smithi (Rao, 1974)
- Omobranchus steinitzi Springer & Gomon, 1975
- Omobranchus verticalis Springer & Gomon, 1975
- Omobranchus woodi (Gilchrist & Thompson, 1908)
- Omobranchus zebra (Bleeker, 1868)

## Systématique
Le nom valide complet (avec auteur) de ce taxon est Omobranchus Valenciennes, 1836.
Omobranchus a pour synonyme :
- Graviceps Fowler, 1903